# ستيفان روبيداس
ستيفان روبيداس من (مواليد 3 مارس 1977) هو لاعب هوكي جليد كندي محترف سابق في الدفاع، يعمل حاليًا مدير تطوير اللاعبين.

## المهنة

### هواة
عندما كان شابًا، لعب في بطولات الهوكي الدولية في كيبيك 1990 و1991 مع فريق صغير لهوكي الجليد من شيربروك، كيبيك.

### نجوم دالاس
ادعى فريق أتلانتا ثراشرز في 4 أكتوبر 2002 أن روبيداس كان جزءًا من مشروع التنازل، وبعد ذلك وزع على دالاس ستارز لاختيار الجولة السادسة في عام 2002. ظهر في 76 مباراة خلال موسم 2002-2003.